# Charnoz-sur-Ain

Charnoz-sur-Ain este o comună în departamentul Ain din estul Franței.